# Società Sportiva Maceratese 1971-1972
Questa voce raccoglie le informazioni riguardanti la Società Sportiva Maceratese nelle competizioni ufficiali della stagione 1971-1972.

## Rosa
| N. |                   | Ruolo | Calciatore           |
| -- | ----------------- | ----- | -------------------- |
|    | Italia (bandiera) | A     | Oreste Alessandrini  |
|    | Italia (bandiera) | D     | Stefano Anelli       |
|    | Italia (bandiera) | C     | Renzo Brando         |
|    | Italia (bandiera) | A     | Alessandro Capponi   |
|    | Italia (bandiera) | A     | Rolando Cervigni     |
|    | Italia (bandiera) | D     | Giuseppe Ciappelloni |
|    | Italia (bandiera) | C     | Angelo Conti         |
|    | Italia (bandiera) | C     | Fulvio Donatello     |
|    | Italia (bandiera) | C     | Luciano Esposito     |
|    | Italia (bandiera) | A     | Fabio Leoni          |
|    | Italia (bandiera) | P     | Nello Malizia        |
|    | Italia (bandiera) | A     | Luigi Manganotti     |
|    | Italia (bandiera) |       | Masi                 |

| N. |                   | Ruolo | Calciatore          |
| -- | ----------------- | ----- | ------------------- |
|    | Italia (bandiera) | D     | Paolo Mataloni      |
|    | Italia (bandiera) | C     | Umberto Molinari    |
|    | Italia (bandiera) | C     | Bruno Nobili        |
|    | Italia (bandiera) | C     | Alessio Olivieri    |
|    | Italia (bandiera) | D     | Giorgio Olivieri    |
|    | Italia (bandiera) | D     | Alberto Prenna      |
|    | Italia (bandiera) | D     | Giuseppe Rega (cap) |
|    | Italia (bandiera) | A     | Domenico Salvi      |
|    | Italia (bandiera) | D     | Umberto Santoro     |
|    | Italia (bandiera) | A     | Serpilli            |
|    | Italia (bandiera) | D     | Gino Vaccari        |
|    | Italia (bandiera) | A     | Renzo Zimerle       |